# آنا آستاپنکو
آنا آستاپنکو (روسی: Анна Викторовна Астапенко؛ زادهٔ ۱۸ اوت ۱۹۸۴) بازیکن فوتبال اهل روسیه است.